# Drino flaviseta
Drino flaviseta är en tvåvingeart som beskrevs av Thomson 1869. Drino flaviseta ingår i släktet Drino och familjen parasitflugor.
Artens utbredningsområde är Mauritius. Inga underarter finns listade i Catalogue of Life.